# Eleanor Aldridge
Eleanor Aldridge (Poole, 29 de diciembre de 1996) es una deportista británica que compite en vela en la clase Formula Kite.
Participó en los Juegos Olímpicos de París 2024, obteniendo una medalla de oro en la clase Formula Kite.
Ganó cuatro medallas en el Campeonato Mundial de Formula Kite entre los años 2021 y 2024, y cinco medallas en el Campeonato Europeo de Formula Kite entre los años 2019 y 2023.
En 2025 fue nombrada miembro de la Orden del Imperio Británico (MBE).

## Palmarés internacional
| \| Juegos Olímpicos \| Juegos Olímpicos \| Juegos Olímpicos \| Juegos Olímpicos \| \| Año \| Lugar \| Medalla \| Clase \| \| ------------------ \| ------------------------ \| ----------------- \| ----------------------------- \| \| 2024 \| París (Francia) \| Medalla de oro \| Formula Kite \| \| Campeonato Mundial \| \| \| \| \| Año \| Lugar \| Medalla \| Clase \| \| 2021 \| Torregrande (Italia) \| Medalla de plata \| Formula Kite \| \| 2022 \| Cagliari (Italia) \| Medalla de bronce \| Formula Kite \| \| 2023 \| La Haya (Países Bajos) \| Medalla de plata \| Formula Kite \| \| 2024 \| Hyères (Francia) \| Medalla de plata \| Formula Kite \| \| Campeonato Europeo \| \| \| \| \| Año \| Lugar \| Medalla \| Clase \| \| 2019 \| Torregrande (Italia) \| Medalla de oro \| Formula Kite por relevo mixto \| \| 2019 \| Torregrande (Italia) \| Medalla de plata \| Formula Kite \| \| 2020 \| Traunsee (Austria) \| Medalla de oro \| Formula Kite por relevo mixto \| \| 2020 \| Puck (Polonia) \| Medalla de plata \| Formula Kite \| \| 2023 \| Portsmouth (Reino Unido) \| Medalla de oro \| Formula Kite \| |                          |                   |                               |
| Juegos Olímpicos |                          |                   |                               |
| Año | Lugar                    | Medalla           | Clase                         |
| 2024 | París (Francia)          | Medalla de oro    | Formula Kite                  |
| Campeonato Mundial |                          |                   |                               |
| Año | Lugar                    | Medalla           | Clase                         |
| 2021 | Torregrande (Italia)     | Medalla de plata  | Formula Kite                  |
| 2022 | Cagliari (Italia)        | Medalla de bronce | Formula Kite                  |
| 2023 | La Haya (Países Bajos)   | Medalla de plata  | Formula Kite                  |
| 2024 | Hyères (Francia)         | Medalla de plata  | Formula Kite                  |
| Campeonato Europeo |                          |                   |                               |
| Año | Lugar                    | Medalla           | Clase                         |
| 2019 | Torregrande (Italia)     | Medalla de oro    | Formula Kite por relevo mixto |
| 2019 | Torregrande (Italia)     | Medalla de plata  | Formula Kite                  |
| 2020 | Traunsee (Austria)       | Medalla de oro    | Formula Kite por relevo mixto |
| 2020 | Puck (Polonia)           | Medalla de plata  | Formula Kite                  |
| 2023 | Portsmouth (Reino Unido) | Medalla de oro    | Formula Kite                  |